# Scapa Flow
Scapa Flow je vodní plocha v Orknejích. Je obklopena ostrovy a s volným mořem ji spojují jen úzké průlivy. Její strategická poloha i snadná bránitelnost ji předurčovaly k využití ze strany válečných loďstev. Využívali ji již Vikingové. Před rokem 1956 sloužila po staletí jako základna Royal Navy, během první a druhé světové války sloužila dokonce jako její hlavní námořní základna. V roce 1919 zde německé posádky potopily německé hladinové lodě, které zde byly internované. V roce 1939 se jméno Scapa Flow stalo na nějakou dobu symbolem potupy Royal Navy poté, co do přísně střežené základny pronikla ponorka U 47 kapitánporučíka Güntera Priena, potopila bitevní loď HMS Royal Oak (08) a v poklidu zase odplula.
Od roku 1970 je zde umístěn velký ropný terminál na ostrově Flotta. Na dalším z ostrovů, konkrétně Hoy, se nachází turistické centrum. Scapa Flow je oblíbenou destinací potápěčů, kteří vyhledávají vraky lodí s výjimkou HMS Royal Oak (08), ke které je potápění z pietních důvodů zakázáno. Hlavní základnou Royal Navy přestala být roku 1956, kdy její funkci převzal přístav ve městě Portsmouth.

## První světová válka – incident uScapa Flow
Po skončení první světové války došlo k incidentu u Scapa Flow, při němž bylo potopeno internované (zajaté) loďstvo bývalé německé Kaiserliche Marine. V návaznosti na podmínky příměří uzavřeného 11. listopadu 1918 připluly hlavní síly německého válečného loďstva dne 21. listopadu 1918 do kotviště Scapa Flow, kde došlo k internaci těchto lodí.
Dle podmínek připravované Versailleské mírové smlouvy měly být všechny lodě předány do rukou mocností Trojdohody. Velitel celého internovaného loďstva tzv. Hochseeflotte, kontradmirál Ludwig von Reuter, se však o těchto podmínkách ještě před podepsáním smlouvy (což se stalo až 28. června 1919) dozvěděl. Dne 21. června 1919 vydal předem dohodnutý signál k potopení všech lodí vlastní německou posádkou. Tak bylo potopeno na 50 válečných německých lodí včetně 10 bitevních lodí a 5 bitevních křižníků.

## Druhá světová válka – potopení britské bitevní lodě
Ponorka německého vojenského námořnictva (Kriegsmarine) U 47 pod velením kapitánporučíka Günthera Priena vyplula 8. října 1939 z válečného přístavu v Kielu. Pronikla do hlavní základny Royal Navy Scapa Flow a dne 14. října tam torpédem napadla britskou bitevní loď třídy Revenge HMS Royal Oak (08). Po 13 minutách se loď potopila, zahynulo 833 britských námořníků a jen 400 členů posádky se zachránilo. Ponorka U 47 doplula 17. října bez úhony do přístavu Wilhelmshaven. Následujícího dne byla celá posádka ponorky přijata Adolfem Hitlerem v Berlíně.